# 구산로 (인천)
구산로는 인천광역시 부평구 구산동에 있는 인천광역시도로 총 연장은 292m이다. 또한 도로명은 행정 구역의 명칭인 구산동을 활용하여 명명되었다.

## 노선 정보
- 총 연장 : 0.292 km
- 기점 : 인천광역시 부평구 구산동 354 (경인로와 교차)
- 종점 : 인천광역시 부평구 구산동 398-18 (공장 건물에 의해 단절)

## 지리

### 통과하는 지자체
- 부평구
  - 구산동

### 접촉하는 도로
- 경인로

### 주변에 있는 시설
- 쉼터슈퍼 휴게소
- 한국도시농업
- 원창산업
- 지성엔지니어링
- 계곡산업
- 영우상사
- 흥창기업
- 옛날빵집
- 금화전기

## 비고
- 당 도로의 종점이 공장 건물에 의해 단절되자, 도보로 약 10발자국 이상 건너면 항동로와 바로 연결된다.